# メチメピップ
メチメピップ（英語: Methimepip）は、ヒスタミンH3受容体に高い選択性を持つヒスタミン受容体作動薬である。これは、イムピップのN-メチル誘導体である。